# Trzęsienie ziemi w Gwatemali (1902)
Trzęsienie ziemi w Gwatemali w 1902 o sile 7,5 stopni w skali Richtera, które miało miejsce 18 kwietnia 1902 roku o godz. 20:23 w Gwatemali. Szczególnie dotknięte były tereny wokół miast Quetzaltenango i Sololá. Około 800 do 900 osób zginęło, a prawie wszystkie kościoły w zachodniej i wschodnim Chiapas zostały uszkodzone lub zniszczone.